# B-сплайн
B-сплайн — сплайн-функция, имеющая наименьший носитель для заданной степени, порядка гладкости и разбиения области определения. Фундаментальная теорема устанавливает, что любая сплайн-функция для заданной степени, гладкости и области определения может быть представлена как линейная комбинация B-сплайнов той же степени и гладкости на той же области определения. Термин B-сплайн был введён И. Шёнбергом и является сокращением от словосочетания «базисный сплайн». B-сплайны могут быть вычислены с помощью алгоритма де Бура, обладающего устойчивостью.
В системах автоматизированного проектирования и компьютерной графике термин B-сплайн часто описывает сплайн-кривую, которая задана сплайн-функциями, выраженными линейными комбинациями B-сплайнов.

## Определение
Когда узлы равноудалены друг от друга, говорят, что B-сплайн является однородным, в противном случае его называют неоднородным

## Замечания
Когда количество узлов совпадает со степенью сплайна, B-сплайн вырождается в кривую Безье. Форма базисной функции определяется расположением узлов. Масштабирование или параллельный перенос базисного вектора не влияет на базисную функцию.
Сплайн содержится в выпуклой оболочке его опорных точек.
Базисный сплайн степени n
{\displaystyle b_{i,n}(t)\,\;}
не обращается в нуль только на промежутке [ti, ti+n+1], то есть
{\displaystyle b_{i,n}(t)=\left\{{\begin{matrix}>0&\mathrm {if} \quad t_{i}\leq t<t_{i+n+1}\\0&\mathrm {otherwise} \end{matrix}}\right.}
Другими словами, изменение одной опорной точки влияет только на локальное поведение кривой, а не на глобальное, как в случае кривых Безье.
Базисная функция может быть получена из полинома Бернштейна

### P-сплайн
P-сплайн является модификацией B-сплайна и отличается использованием штрафной функции. Её введение позволяет использовать B-сплайновое сглаживание с весовыми коэффициентами для подгонки кривой в сочетании с дополнительным повышением гладкости и исключением переобучения на основе штрафной функции. 